# زدپی۳
زونا پلوسیدا اسپرم بایندینگ پروتئین ۳ که همچنین به عنوان زونا پلوسیدا گلیکو پروتئین ۳ (ZP3) یا رسپتور اسپرم شناخته می‌شود، پروتئینی است که در انسان یا ژن ZP3 کد می‌شود. ZP3 رسپتوری واقع در زنو پلوسیدا می‌باشد که در هنگام لقاح به اسپرم متصل می‌شود.

## عملکرد
زونا پلوسیدا (تاج شعاعی) یک ماتریکس خارج سلولی خاص است که اطراف اووسیت و جنین را در مراحل اولیه می‌پوشاند. این ماتریکس از سه یا چهار گلیکو پروتئین (ZP1-4) با عملکردهای متفاوت در طی اووژنزیس، لقاح و رشد در مرحله پره ایمپلنتیشن، ساخته شده است. پروتئین کد شده با این ژن ساختار اصلی زونا پلوسیدا را ایجاد می‌کند و در فرایند اتصال اولیه اسپرم و تحریک واکنش آکروزمی اسپرم ایفای نقش می‌کند.